# Flintholm Sogn
Flintholm Sogn er et sogn i Frederiksberg Provsti (Københavns Stift). Sognet ligger i Frederiksberg Kommune; indtil Kommunalreformen i 1970 lå det i Sokkelund Herred (Københavns Amt). I Flintholm Sogn ligger Flintholm Kirke.
I Flintholm Sogn findes flg. autoriserede stednavne:
- Flintholm
- KB Hallen Station
- Peter Bangs Vej Station